# Nikolina Vukčević
Nikolina Vukčević (født 28. juli 2000) er en montenegrinsk håndboldspiller, som spiller i ŽRK Budućnost Podgorica og Montenegros kvindehåndboldlandshold.
Hun blev udtaget til landstræner Bojana Popović' trup ved VM i kvindehåndbold 2021 i Spanien, hvor det montenegrinske hold blev nummer 22.